# Pat Barker
Patricia "Pat" Barker, född 8 maj 1943 i Thornaby-on-Tees i North Yorkshire, är en brittisk författare.